# Distrito de Saarlouis
El distrito de Saarlouis es uno de los seis distritos del estado alemán de Sarre. Tiene un área de 459 km², una población de 196 609 habitantes, y una densidad poblacional de 430 hab/km². Su capital es la ciudad de Saarlouis.
Limita al norte con el distrito de Merzig-Wadern, al noreste con el distrito de Sankt Wendel, al este con los distritos de Neunkirchen y Saarbrücken, y al oeste con Francia. 

## Ciudades y municipios
Comprende 3 ciudades y 10 municipios (habitantes a 31 de diciembre de 2017):
| Ciudades 1. Dillingen/Saar (20 143) 2. Lebach (18 977) 3. Saarlouis (34 532) | Municipios 1. Bous (7087) 2. Ensdorf (6471) 3. Nalbach (9216) 4. Rehlingen-Siersburg (14 422) 5. Saarwellingen (13 287) 6. Schmelz (16 115) 7. Schwalbach (17 254) 8. Überherrn (11 570) 9. Wadgassen (17 372) 10. Wallerfangen (9369) |